# Daimlaig
Daimlaig (łac. Dioecesis Davligensis, ang. Diocese of Duleek) – tytularna katolicka stolica biskupia w irlandzkiej miejscowości Duleek. Obecnie Duleek (irl. Daimlaig) należy do diecezji Meath w metropolii Armagh.

## Historia[2]
W około 450 roku Święty Cianán podróżując do Tír Eoghain (Tyrone) w czasie swej wyprawy natrafił na ołtarz pogańskiego bożka. Rozbił go, a następnie wybudował w tym miejscu pierwszy w Irlandii kamienny kościół chrześcijański. Stąd też wzięła swą nazwę późniejsza miejscowość - dom z kamieni lub kościół z kamieni - irl. daimh liag (ang. Duleek).
Według podań założenia diecezji w Duleek i instalacji w niej świętego Cianán miał dokonać sam święty Patryk. Opactwo w Duleek byłoby wówczas pierwszą fundacją kościelną św. Patryka. Wydaje się to jednak mało prawdopodobne. Najprawdopodobniej św. Cianán starał się prowadzić życie na wzór św. Patryka - naśladować go.
Pierwotnie Duleek miało charakter opactwa-biskupstwa. W tym okresie biskupi nie mieli w Irlandii zwyczajnej biskupiej jurysdykcji - biskupstwa były bardziej ich domami mieszkalnymi niż siedzibami kurialnymi.
Dopiero w 1111 r., na mocy postanowień synodu w Rathbreasail, Duleek zostało przekształcone w diecezję (w dzisiejszym rozumieniu - z pełną jurysdykcją biskupią). Podczas synodu w Kells z 1152 r. uznano (potwierdzono) diecezję Duleek jako część metropolii Armagh (diecezję sufragalną).
W 1160 r. (niektóre źródła podają 1171/1172 r.) diecezja Duleek została inkorporowana do diecezji Clonard (dziś Meath).
W 1969 r. diecezję Duleek restytuowano w charakterze diecezji i biskupstwa tytularnego.

## Przełożeni diecezjalni[3][4][5]
| Od             | Do                       | Beneficjent   | Uwagi                                                             |
| -------------- | ------------------------ | ------------- | ----------------------------------------------------------------- |
| ok. 450 (452?) | 24 listopada 488 lub 489 | Św. Cianán    | Królewskiej krwi Munster. Opat. Jego święto przypada 24 listopada |
| ?              | 778                      | Św. Fergus    | Opat                                                              |
| ?              | 870                      | Gnia          | Opat, skryba, pustelnik i biskup. Zmarł w wieku 87 lat            |
| ?              | 882                      | Cormac        | Opat                                                              |
| ?              | 902                      | Colman        | Opat                                                              |
| ?              | 927                      | Tuathal       | Syn Oenecan. Opat                                                 |
| ?              | 941                      | Caon Combrach | Opat                                                              |
| ?              | 1117                     | Giolla Mochua | Biskup                                                            |
| ?              | 1127                     | Congalach     |                                                                   |
| ?              | 1160                     | Aed           | W księdze zmarłych nie została odnotowana jego biskupia godność   |

## Inni wyżsi duchowni[3][4][5]
| Od | Do  | Beneficjent | Uwagi                       |
| -- | --- | ----------- | --------------------------- |
| ?  | 870 | Mureadach   | Syn M'Saergusa              |
| ?  | 904 | Eochy       | Syn Socaragusa. Archidiakon |
| ?  | 953 | Aengus      | Syn Moelbrighde             |

## Biskupi tytularni[2]
| Lp. | Biskup                  | Funkcja                                | Od             | Do             |
| --- | ----------------------- | -------------------------------------- | -------------- | -------------- |
| 1   | Francis Thomas Hurley   | biskup pomocniczy Juneau (USA)         | 4 lutego 1970  | 20 lipca 1971  |
| 2   | Lawrence Joseph Riley   | biskup pomocniczy Bostonu (USA)        | 7 grudnia 1971 | 2 grudnia 2001 |
| 3   | Rutilio del Riego Jáñez | biskup pomocniczy San Bernardino (USA) | 26 lipca 2005  | nadal          |